# Список правителей Рейсса
В данной статье перечислены правители различных земель и государств, находившихся под властью Рейсского дома (преимущественно в области, известной как Фогтланд). За время правления дома его земли претерпели множество разделов и объединений, что было обычным явлением в Средневековой Германии; в конце XVII века под управлением членов рода одновременно находилось десять независимых графств. В конечном итоге на Рейсских землях образовалось два княжества — Рейсс старшей линии и Рейсс младшей линии, которые в 1871 году стали одними из учредителей Германской империи. Их князья лишились своих престолов в ходе Ноябрьской революции 1918 года.

## Фогты и владетели Вейды
Первым исторически достоверным представителем династии является Эркенберт I, который в 1122 году был назначен фогтом (имперским наместником) в Вейде. Его потомки сохранили за собой эту должность, постепенно сделав её наследственной. Внук Эркенберта Генрих II Богатый сосредоточил в своих руках обширные владения, которые включали, помимо Вейды, также Геру, Плауэн, Грейц и Роннебург. После смерти Генриха в 1209 году трое его сыновей — Генрих III, Генрих IV и Генрих V — разделили отцовские владения между собой. Старший брат унаследовал собственно Вейду, средний получил Плауэн и Геру, а младшему достался Грейц (см. ниже). С этого момента Вейда управлялась отдельной ветвью Рейсского дома. Её представители долгое время продолжали называться фогтами, пока в 1404 году Генрих XVI не получил титул владетеля (нем. Herr; аналогичен французскому титулу сеньор), который окончательно утвердил фактическую независимость Вейды от имперской короны.
- 1122—1143: Эркенберт I
- 1143—1193: Генрих I Благочестивый
- 1193—1209: Генрих II Богатый
- 1209—1219: Генрих III
- 1219—1243: Генрих VI Толстосум
- 1243—1279: Генрих VIII
- 1279—1316/20: Генрих IX, совместно с
- 1279—1293: Генрих X
- 1316/20—1366: Генрих XI
- 1366—1367: Генрих XIII, совместно с
- 1366—1389: Генрих XIV
- 1389—1404: Генрих XV
- 1404—1410: Генрих XVI
- 1404—1411: Генрих XVII
- 1404—1427: Генрих XVIII

Приняв титул владетеля, Генрих XVI разделил Вейду с братьями, Генрихом XVII и Генрихом XVIII. Вскоре старший брат обменял свою часть Вейды на Шмёльн, а средний продал свои земли маркграфству Мейсен. В 1427 году Генрих XVIII также передал свои владения Мейсену в обмен на Бергу, и таким образом вся территория Вейдского владетельства оказалась в руках Веттинов. В 1454 году Генрих XVIII выкупил у мейсенского бургграфа Генриха II, представителя Плауэнской ветви Рейсского дома, владетельство Вильденфельс, где некоторое время правили его потомки.

### Владетели Вильденфельса из Рейсского дома
- 1450—1454: Генрих II
- 1454—после 1462: Генрих XVIII
- 1454/62—после 1465: Генрих XX
- ок. 1480—1507: Генрих XXI, совместно с
- ок. 1480—1510: Генрих XXII, совместно с
- ок. 1480—1531: Генрих XXIII

Генрих XXIII не оставил наследников мужского пола, поэтому после его смерти Вильденфельс был передан графу Иоганну Генриху фон Шварцбург-Лейтенберг — мужу его единственной дочери Маргариты. С кончиной Маргариты в 1569 году линия вейдских владетелей пресеклась.

## Фогты Плауэн-Геры и Грейца
Фогтства Плауэн-Гера и Грейц образовались в результате раздела владений Генриха II Богатого между его наследниками.

### Фогты Плауэн-Геры
- 1209—1238: Генрих IV
- 1238—1244: Генрих I, совместно с
- 1238—1244: Генрих I

В 1244 году сыновья Генриха IV, носившие одинаковое имя Генрих I, произвели раздел отцовских владений, в результате которого старший брат стал фогтом Плауэна, основав ветвь фогтов и наместников Плауэнских (см. ниже), а младший получил Геру, став родоначальником ветви фогтов и владетелей Герских, Шлейцских и Лобенштейнских (см. ниже).

### Фогты Грейца
- 1209—1239: Генрих V

После смерти Генриха V, умершего бездетным, его владения перешли к племянникам — сыновьям Генриха IV.

## Фогты и владетели Плауэна
- 1244—1303: Генрих I, совместно с
- 1274—1302: Генрих II Богемский, совместно с
- 1274—1295: Генрих I Русский
- 1302—1348: Генрих III Длинный, совместно с
- 1303—1306: Генрих II
- 1348: Генрих V, совместно с
- 1348—1368/70: Генрих VI
- 1373—1412/13: Генрих IX, совместно с
- 1408—1446/47: Генрих X
- 1446/47—1466: Генрих II
- 1466—1482: Генрих III (претендент)
- 1547—1554: Генрих IV
- 1554—1563: Генрих V, совместно с
- 1554—1563: Генрих VI

### Владетели Мюльтрофа
- после 1333—1348: Генрих IV
- 1348—1357: Генрих V
- 1357—1380: Генрих VII Длинный

## Фогты и владетели Геры
- 1244—1269/74: Генрих I
- 1269/74—1306/11: Генрих II, совместно с
- 1269/74—1309/11: Генрих III, совместно с
- 1307/11—1343: Генрих IV
- 1343—1377: Генрих V
- 1377—1420: Генрих VII
- 1420—1425: Генрих VIII
- 1425—1452: Генрих X
- 1452—1482: Генрих IX
- 1482—1502: Генрих XI
- 1502—1538: Генрих XIV
- 1538—1547: Генрих XV Упрямый
- 1547—1554: Генрих IV
- 1554—1562: Генрих V, совместно с
- 1554—1562: Генрих VI

### Владетели Бурга
- 1425—1426: Генрих VIII

### Владетели Лобенштейна
- 1425—1482: Генрих IX
- 1482—1489: Генрих XIII
- 1489—1497: Генрих XI
- 1497—1500: Генрих XII
- 1500—1538: Генрих XIV, совместно с
- 1509—1550: Генрих XV Упрямый
- 1550—1554: Генрих IV
- 1554—1563: Генрих V
- 1563—1569: Генрих VI

### Владетели Шлейца
- 1482—1500: Генрих XII
- 1500—1550: Генрих XV Упрямый, совместно с
- 1509—1538: Генрих XIV
- 1550—1554: Генрих IV
- 1554—1563: Генрих V
- 1563—1572: Генрих VI
- 1572—1590: Анна фон Померания-Штеттин

## Владетели и графы Рейсс-Грейца
- 1306—1350: Генрих II
- 1350—1368: Генрих III Старший
- 1368—1449: Генрих VI, совместно с
- 1368—1426: Генрих VII, совместно с
- 1398—1426: Генрих VIII
- 1426—1476: Генрих IX Пилигрим, совместно с
- 1426—1462: Генрих X Приобретатель
- 1476—1502: Генрих XI, совместно с
- 1476—1485: Генрих XII, совместно с
- 1476—1535: Генрих XIII Молчаливый
- 1535—1547: Генрих XIV, совместно с
- 1535—1547: Генрих XV, совместно с
- 1535—1547: Генрих XVI
- 1547—1554: Генрих IV
- 1554—1562: Генрих V, совместно с
- 1554—1562: Генрих VI
- 1562—1564: Генрих XIV (вторично)
- 1562—1564: Генрих XV (вторично)
- 1562—1564: Генрих XVI (вторично)
- 1616—1625: Генрих IV, совместно с
- 1616—1625: Генрих V
- 1768—1778: Генрих XI

### Владетели Рейсс-Роннебурга
- 1359—1370: Генрих IV Средний, совместно с
- 1359—1398: Генрих V Младший

### Владетели Рейсс-Кранихфельда
- 1451—1462: Генрих X Приобретатель
- 1462—1476: Генрих IX Пилигрим
- 1476—1485: Генрих XI, совместно с
- 1476—1529: Генрих XII
- 1529—1535: Генрих XIII Молчаливый
- 1535—1572: Генрих XIV, совместно с
- 1535—1578: Генрих XV, совместно с
- 1535—1572: Генрих XVI
- 1572—1586: Генрих II Непостоянный, совместно с
- 1572—1582: Генрих III, совместно с
- 1572—1586: Генрих V Ясновидец, совместно с
- 1578—1607: Генрих XVII Красноголовый, совместно с
- 1578—1608: Генрих XVIII, совместно с
- 1572—1615: Генрих II Посмертный

### Владетели и графы Рейсс-Унтергрейца
- 1564—1572: Генрих XIV (как Генрих I)
- 1572—1596: Генрих II Непостоянный, совместно с
- 1572—1582: Генрих III, совместно с
- 1572—1604: Генрих V Ясновидец
- 1604—1609: Генрих III, совместно с
- 1604—1625: Генрих IV, совместно с
- 1604—1667: Генрих V
- 1667—1668: Генрих II, совместно с
- 1667—1675: Генрих IV, совместно с
- 1667—1668: Генрих V
- 1675—1733: Генрих XIII
- 1733—1768: Генрих III

### Владетели и графы Рейсс-Обергрейца
- 1564—1578: Генрих XV
- 1578—1607: Генрих XVII Красноголовый, совместно с
- 1578—1597: Генрих XVIII
- 1607—1616: Генрих XVIII (вторично)
- 1616—1629: Генрих IV, совместно с
- 1616—1625: Генрих V
- 1629—1681: Генрих I
- 1681—1697: Генрих VI, совместно с
- 1681—1690: Генрих XV, совместно с
- 1681—1684: Генрих XVI
- 1697—1714: Генрих I
- 1714—1722: Генрих II
- 1722—1723: Генрих IX
- 1723—1768: Генрих XI

### Владетели и графы Рейсс-Бурга
- 1596—1608: Генрих II Непостоянный, совместно с
- 1608—1639: Генрих II, совместно с
- 1608—1616: Генрих III, совместно с
- 1608—1616: Генрих IV
- 1639—1640: Генрих III
- 1643—1667: Генрих V
- 1668—1697: Генрих II

### Владетели и графы Рейсс-Дёлау
- 1616—1636: Генрих IV
- 1636—1639: Генрих II
- 1639—1640: Генрих III
- 1643—1681: Генрих I
- 1694—1698: Генрих XVI

### Владетели и графы Рейсс-Ротенталя
- 1668—1698: Генрих V

## Владетели и графы Рейсс-Геры
- 1562—1564: Генрих XIV, совместно с
- 1562—1564: Генрих XV, совместно с
- 1562—1572: Генрих XVI (с 1564 — как Генрих I)
- 1572—1635: Генрих II Посмертный
- 1635—1670: Генрих II, совместно с
- 1635—1640: Генрих III, совместно с
- 1635—1647: Генрих IX, совместно с
- 1635—1647: Генрих X, совместно с
- 1640—1647: Генрих I
- 1670—1686: Генрих IV
- 1686—1735: Генрих XVIII
- 1735—1748: Генрих XXV
- 1748—1802: Генрих XXX

### Владетели, графы и князья Рейсс-Лобенштейна
- 1577—1578: Генрих XV, совместно с
- 1577—1585: Генрих II Непостоянный, совместно с
- 1577—1582: Генрих III, совместно с
- 1577—1585: Генрих V Ясновидец, совместно с
- 1578—1588: Генрих XVII Красноголовый, совместно с
- 1578—1588: Генрих XVIII, совместно с
- 1577—1635: Генрих II Посмертный
- 1635—1647: Генрих II, совместно с
- 1635—1640: Генрих III, совместно с
- 1635—1647: Генрих IX, совместно с
- 1635—1671: Генрих X, совместно с
- 1640—1647: Генрих I
- 1671—1710: Генрих III, совместно с
- 1671—1672: Генрих V, совместно с
- 1671—1678: Генрих VIII, совместно с
- 1671—1678: Генрих X
- 1710—1739: Генрих XV
- 1739—1782: Генрих II
- 1782—1805: Генрих XXXV
- 1805—1824: Генрих LIV

### Владетели, графы и князья Рейсс-Шлейца
- 1590—1596: Генрих II Непостоянный, совместно с
- 1590—1595: Генрих V Ясновидец, совместно с
- 1590—1597: Генрих XVII Красноголовый, совместно с
- 1590—1616: Генрих XVIII, совместно с
- 1590—1596: Генрих II Посмертный
- 1616—1635: Генрих II Посмертный (вторично)
- 1635—1647: Генрих II, совместно с
- 1635—1640: Генрих III, совместно с
- 1635—1666: Генрих IX, совместно с
- 1635—1647: Генрих X, совместно с
- 1640—1647: Генрих I
- 1666—1692: Генрих I (вторично)
- 1692—1726: Генрих XI
- 1726—1744: Генрих I
- 1744—1784: Генрих XII
- 1784—1818: Генрих XLII
- 1818—1848: Генрих LXII

### Владетели Рейсс-Зальбурга
- 1596—1635: Генрих II Посмертный
- 1635—1647: Генрих II, совместно с
- 1635—1640: Генрих III, совместно с
- 1635—1647: Генрих IX, совместно с
- 1635—1647: Генрих X, совместно с
- 1640—1666: Генрих I

### Владетели и графы Рейсс-Хиршберга
- 1664—1671: Генрих X
- 1678—1711: Генрих VIII

### Графы и князья Рейсс-Эберсдорфа
- 1678—1711: Генрих X
- 1711—1747: Генрих XXIX
- 1749—1779: Генрих XXIV
- 1779—1822: Генрих LI
- 1822—1824: Генрих LXXII

### Князья Рейсс-Лобенштейн-Эберсдорфа
- 1824—1848: Генрих LXXII

## Князья Рейсса старшей линии
- 1778—1800: Генрих XI
- 1800—1817: Генрих XIII
- 1817—1836: Генрих XIX
- 1836—1859: Генрих XX
- 1859—1902: Генрих XXII
- 1902—1918: Генрих XXIV

## Князья Рейсса младшей линии
- 1848—1854: Генрих LXII
- 1854—1867: Генрих LXVII
- 1867—1913: Генрих XIV
- 1913—1918: Генрих XXVII

## Графы и князья Рейсс-Кёстрица
- 1692—1748: Генрих XXIV
- 1748—1783: Генрих VI
- 1783—1814: Генрих XLIII
- 1814—1856: Генрих LXIV
- 1856—1878: Генрих LXIX
- 1878—1894: Генрих IV
- 1894—1910: Генрих XXIV
- 1910—1918: Генрих XXXIX

### Графы Рейсс-Кёстриц средней линии
- 1748—1780: Генрих IX
- 1780—1835: Генрих XXXVIII
- 1835—1841: Генрих LXIII
- 1841—1878: Генрих IV

### Графы Рейсс-Кёстриц младшей линии
- 1748—1787: Генрих XXIII
- 1787—1833: Генрих XLVII
- 1833—1840: Генрих XLIX
- 1840—1851: Генрих LII
- 1851—1855: Генрих LXXIII
- 1855—1911: Генрих XVIII
- 1911—1964: Генрих XXXVII
- с 1964: Генрих XI Ликко

## Титулярные князья Рейсс и главы Дома
- 1927—1928: Генрих XXVII
- 1928—1945: Генрих XLV
- 1946—2012: Генрих IV
- с 2012: Генрих XIV